# Çaltılı, Kahta
Çaltılı là một xã thuộc huyện Kahta, tỉnh Adıyaman, Thổ Nhĩ Kỳ. Dân số thời điểm năm 2011 là 549 người.